# Retórica
Retórica (do latim rhetorica, originado no grego ῥητορικὴ τέχνη [rhêtorikê], literalmente a arte/técnica de bem falar, do substantivo rhêtôr, «orador») é a arte de usar uma linguagem para comunicar de forma eficaz e persuasiva.
A retórica nasceu no século V a.C., na Sicília, e foi introduzida em Atenas pelo sofista Górgias, desenvolvendo-se nos círculos políticos e judiciais da Grécia antiga. Originalmente visava persuadir uma audiência dos mais diversos assuntos, mas acabou por tornar-se sinónimo da arte de bem falar, o que opôs os sofistas ao filósofo Sócrates e seus discípulos. Aristóteles, na obra Retórica, lançou as bases para sistematizar o seu estudo, identificando-a como um dos elementos chave da filosofia, junto com a lógica e a dialética. A retórica foi uma das três artes liberais ensinadas nas universidades da Idade Média, constituindo o trivium, junto com a lógica e a gramática. Até o século XIX foi uma parte central da educação ocidental, preenchendo a necessidade de treinar oradores e escritores para convencer audiências mediante argumentos.
A retórica apela à audiência em três frentes: logos, pathos e ethos. A elaboração do discurso e sua exposição exigem atenção a cinco dimensões que se complementam (os cinco cânones ou momentos da retórica): inventio ou invenção, a escolha dos conteúdos do discurso; dispositio ou disposição, organização dos conteúdos num todo estruturado; elocutio ou elocução, a expressão adequada dos conteúdos; memoria, a memorização do discurso e pronuntiatio ou ação, sobre a declamação do discurso, onde a modulação da voz e gestos devem estar em consonância com o conteúdo (este 5.º momento nem sempre é considerado).
A retórica é uma ciência (no sentido de um estudo estruturado) e uma arte (no sentido de uma prática assente numa experiência, com uma técnica). É, igualmente, um conhecimento que envolve aprendizagem. Ela possui os seus próprios ensinamentos podendo ser transmitida de geração em geração e ensinada entre um especialista — o retor — e os seus alunos.
No início, a retórica ocupava-se do discurso político falado, a oratória, antes de se alargar a textos escritos e, em especial, aos literários, disciplina hoje chamada "estilística".
A oratória é um dos meios pelos quais se manifesta a retórica, mas não o único. Pois, certamente, pode-se afirmar que há retórica na música ("Para não dizer que não falei das Flores", de Geraldo Vandré: retórica musical contra a ditadura), na pintura (O quadro "Guernica", de Picasso: retórica contra o fascismo e a guerra) e, obviamente, na publicidade. Logo, a retórica, enquanto método de persuasão, pode se manifestar por todo e qualquer meio de comunicação. É por isso que
| “ | Quem deseja ter razão decerto a terá com o mero fato de possuir língua | ” |

## Os sofistas
O primeiro estudo sistematizado acerca do poder da linguagem em termos de persuasão é atribuído ao filósofo Empédocles (444 a.C.), do qual as teorias sobre o conhecimento humano iriam servir de base para vários teorizadores da retórica. O primeiro livro de retórica escrito é comumente atribuído a Corax e seu pupilo Tísias. A sua obra, bem como as de diversos retóricos da antiguidade, surgiu das tribunas jurídicas; Tísias, por exemplo, é tido como autor de diversas defesas jurídicas defendidas por outras personalidades gregas (uma das funções primárias de um sofista). A Retórica foi popularizada a partir do século V a.C. por mestres peripatéticos (itinerantes) conhecidos como sofistas. Os mais conhecidos destes foram Protágoras (481–420 a.C.), Górgias (483–376 a.C.), e Isócrates (436–338 a.C.).
Os sofistas se compunham de grupos de mestres que viajavam de cidade em cidade realizando aparições públicas (discursos, etc.) para atrair estudantes, de quem cobravam taxas para oferecer-lhes educação. O foco central de seus ensinamentos concentrava-se no logos ou discurso, com foco em estratégias de argumentação. Os mestres sofistas alegavam que podiam “melhorar” seus discípulos, ou, em outras palavras, que a “virtude” seria passível de ser ensinada.
Diversos sofistas questionaram a propalada sabedoria recebida pelos deuses e a supremacia da cultura grega (uma ideia absoluta à época). Argumentavam, por exemplo, que as práticas culturais existiam em função de convenções ou nomos, e que a moralidade ou imoralidade de um ato não poderia ser julgada fora do contexto cultural em que aquele ocorreu.
A conhecida frase “o homem é a medida de todas as coisas” surgiu dos ensinamentos sofistas. Uma das mais famosas doutrinas sofistas é a teoria do contra-argumento. Eles ensinavam que todo e qualquer argumento poderia ser contraposto por outro argumento, e que a efetividade de um dado argumento residiria na verossimilhança (aparência de verdadeiro, mas não necessariamente verdadeiro) perante uma dada plateia
O termo “sofista” tem uma conotação pejorativa nos dias de hoje mas, na Grécia antiga, os sofistas eram profissionais muito bem remunerados e respeitados por suas habilidades.

## Retórica clássica e Aristóteles
Aristóteles (384–322 a.C.) desenvolveu um tratado alargado sobre a retórica, que ainda é alvo de estudo cuidadoso. Na frase de abertura de A Arte da Retórica, afirma que "a retórica é a contraparte [literalmente, antístrofe] da dialética". Assim, enquanto os métodos dialéticos são necessários para encontrar a verdade em questões teóricas, métodos retóricos são necessários em assuntos práticos, tais como a defesa da culpa ou inocência de alguém, quando acusado perante a lei ou para decidir um curso de ação prudente a ser tomado por uma assembleia deliberativa.

### Meios de persuasão
Segundo Aristóteles, a persuasão "é uma espécie de demonstração, pois certamente ficamos completamente persuadidos quando consideramos que algo nos foi demonstrado". Aristóteles identificou três classes de meios de persuasão (apelos à audiência) que nomeou ethos, pathos e logos: primeiro, a persuasão é conseguida através do próprio orador que, pelo seu carácter e forma como discursa, nos consegue fazer pensar que é credível; segundo, a persuasão pode vir de dentro dos próprios ouvintes, quando o discurso desperta as suas emoções; terceiro, a persuasão é feita através do próprio discurso, quando prova uma verdade por meio dos argumentos adequados. Cada discurso combina os três apelos, equilibrando ou enfatizando o ethos, o pathos ou o logos.
- Ethos: é a forma como o orador convence o público de que está qualificado para falar sobre o assunto, como o seu caráter ou autoridade podem influenciar a audiência. Pode ser feito de várias maneiras: por ser uma figura notável no domínio em causa ou por ser relacionado com o tema em questão. Por exemplo, quando uma revista afirma que um professor do Instituto de Tecnologia de Massachussetts (MIT) prevê que a era robótica chegará em 2050, o uso do nome "MIT" (uma universidade americana de renome mundial para a investigação avançada em matemática, ciência e tecnologia) estabelece uma credibilidade "forte".
- Pathos: o uso de apelos emocionais para alterar o julgamento do público. Pode ser feito através de metáforas e outras figuras de retórica, da amplificação, ao contar uma história ou apresentar o tema de uma forma que evoca fortes emoções na platéia.
- Logos: o uso da razão e do raciocínio, quer indutivo ou dedutivo, para a construção de um argumento. Os apelos ao logos incluem recorrer à objetividade, estatística, matemática, lógica (por exemplo, quando um anúncio afirma que o seu produto é 37% mais eficaz do que a concorrência, está fazendo um apelo lógico); o raciocínio indutivo utiliza exemplos (históricos, míticos ou hipotéticos) para tirar conclusões; o raciocínio dedutivo usa geralmente proposições aceites para extrair conclusões específicas. Argumentos logicamente inconsistentes ou enganadores chamam-se falácias.

### A composição do discurso
A elaboração do discurso e sua exposição perante um público requerem a atenção a vários aspectos que se complementam. Quintiliano (35–95) compilou os aspectos técnicos da arte na obra Institutos de Oratória (Institutio Oratoria), definindo desde então os cinco cânones da retórica: a estrutura linguística do discurso é definida nas inventio, dispositio e elocutio; a expressão oral do discurso é trabalhada na memoria e actio.
- Inventio ou Invenio (invenção).

O objetivo desta fase é estabelecer o conteúdo do discurso. O termo vem do latim invenire, que por sua vez vem do grego εὒρεσις, que significa "encontrar". Trata-se do momento em que o orador deve recolher e seleccionar os argumentos adequados para a exposição e defesa da sua causa.
- Dispositio (disposição dos argumentos)

Visa organizar os elementos da inventio num todo estruturado. São relevantes nesta fase o número e a ordem das partes do discurso. Os discursos podem ter uma estrutura bipartida (na qual duas partes estão em tensão recíproca) ou tripartida (que pressupõe uma evolução linear, com princípio, meio e fim). A estrutura tripartida, mais comum, consiste num exórdio, parte inicial que tem como objectivo captar a atenção e interesse do ouvinte; uma parte média com narratio (exposição do tema e da posição do orador) e argumentatio (razões que sustentam a tese) e, finalmente, uma peroratio, recapitulação e apelo ao auditório.
- Elocutio (Elocução, correspondente grego da lexis), é a composição linguística do discurso, é a textualização.
- Memória - memoria (escrita do discurso)
- Ação - actio ou pronuntiatio (apresentação do discurso)
- Prolepse - prolepsis (refutação prévia)

## Retóricaversusoratória
Após a ascensão romana, a oratória tornou-se a tradução latina de retórica, enquanto técnica de comunicação. Com uma distinção todavia: enquanto o núcleo da retórica compunha-se de técnicas de contestação (persuasão), a oratória visava a eloquência.
A mudança de rumos se deve exatamente ao ambiente em que as duas técnicas se encontraram. Enquanto a retórica grega existiu em ambiente democrático, a oratória (que se originou da retórica) desenvolveu-se em ambientes totalitários.
Atualmente, em que pese existir uma tendência mundial de retorno da oratória para o sentido original do termo (comunicação persuasiva), antes da ascensão latina, grande parte dos cursos de oratória no Brasil são de tradição latinista.
Logo, no Brasil (bem como em grande parte do mundo latino), Oratória ainda se refere a busca da beleza na fala (estilo), enquanto retórica é definida como a "arte da persuasão".
Recentemente, na França, os estudos retóricos foram renovados e modernizados, sob a influência decisiva de Marc Fumaroli (Collège de France)"Trente Ans de Recherches Rhétoriques", Ed.Philippe-Joseph Salazar.

## Na publicidade
A retórica é elemento importantíssimo na linguagem publicitária. Quem produz publicidade deve saber aplicá-la com cautela, tanto para atingir o público (o receptor da mensagem) como para não exceder seus limites de manipulação de ideias. E, na análise dessa linguagem, não podemos de forma alguma ignorar ou negligenciar a retórica, e sim identificar seus principais artifícios e usos, para decodificar o signo sem interferências e melhor empregá-la nos nossos próprios discursos, com ética e moderação.
A imagem pode possuir uma retórica tão ou mais poderosa quanto o texto. Em Possibilidades Argumentativas da Imagem Publicitária, Mateus (2015) fundamenta teoricamente a plausibilidade de argumentos visuais no discurso publicitário.
Como parte de uma estratégia de comunicação (publicitária ou ideológica), a imagem é um instrumento tão poderoso quanto um discurso no rádio ou um livro panfletário. No entanto, por ser inúmeras vezes mais sutil que o som estridente dos megafones ou que as palavras de ordem dos panfletos, a imagem faz sua mensagem fluir muito mais facilmente através das massas. A propaganda publicitária descobriu isso há muito tempo e usa essa mensagem para vender produtos. Dessa forma, torna-se ainda mais convincente e útil.
No planejamento de um anúncio publicitário, a figura de retórica que será apresentada é previamente discutida e analisada, para condizer com a ideia e o produto anunciados (respectivamente a mensagem e o signo). Também deve adequar-se ao canal (dependendo se é um anúncio de televisão, ou de mídia impressa, ou outdoor, diferentes figuras podem ser aplicadas, ou não) e é justamente manipulando a relação entre canal e mensagem que a retórica trabalha.

## Retórica em testamentos
Comumente, o testamento pode ser conceituado como um ato derradeiro de último desejo. Nele, portanto, encerram-se os anseios e as vontades do “post mortem”.
O testamento, como ato de última vontade, é uma instituição que remonta às civilizações mais antigas. Eles foram uma matéria muito importante na legislação de qualquer povo já que eram considerados “um instrumento que promove o trabalho e a economia, suscita o amor e a gratidão permitindo a perpetuação da memória e recordação do testador”. (ROCHA 1857).
Para TORRES (1998) “são os testamentos uma documentação privilegiada cuja plurivocidade histórica vem sendo mulcifacetadamente explorada e aplaudida por motivo dos contributos da vária índole desveladores de angulações do passado, nos campos político, econômico, social, religioso, intercomunicacional entre outros, seja ao nível das instituições e das mentalidades coletivas, seja ao dos indivíduos e de sua compleição e cultura.”
Dada essas características é possível afirmar, portanto, que os testamentos são documentos carregados de elementos retóricos, tal como nos ensina Aristóteles. PLEBE (1978) comenta que “Aristóteles confere um caráter mais sistemático à tripartição dos gêneros oratórios, já presente em Anaxímedes de Lâmpsaco. Ele principia por individualizar três fatores fundamentais de todo discurso: aquele que fala, o argumento em torno do qual ele fala, a pessoa a quem ele fala. Destes três elementos, o terceiro – o ouvinte é o que determina a estrutura do discurso.” (grifos nossos) Os testamentos, dessa forma, são documentos carregados de elementos prontos para o uso, indispensáveis à arte do bem dizer, “lugares” onde o homem letrado conhecedor da “res litteraria” encontra tais elementos. (ALCIDES, 2003) São fontes formais dirigidas a um público com o objetivo de expressar uma última vontade, mas não expressá-la de qualquer modo. É fazê-lo de forma a obedecer uma certa oralidade e tradicionalidade.
Sobre os testamentos no século XVIII, particularmente, DURÃES (2005) diz que “além de continuar a revelar as preocupações de ordem religiosa e o cuidado posto na salvação da alma, o testamento passou a ter uma outra função essencial: organizar a vida econômica e social da família após a morte de um dos seus membros. A partir daquele momento, o testamento passou a ser um todo possuindo uma unidade fundamental gerada pelos laços funcionais existentes entre os legados pios e a partilha dos bens pelos herdeiros. Esta estrutura, com as respectivas solenidades internas (nomeação do herdeiro, nomeação do testamenteiro, número de testemunhas) manter-se-á ao longo de todo o século XVIII” e são os elementos que constituirão esse arte retórica.
Os fragmentos de testamentos abaixo correspondem à última vontade da mesma pessoa feita em épocas diferentes de sua vida. Apesar da primeira versão ser datada de 1733 e da última versão ser datada de 1754 pode-se observar os mesmos requisitos tradicionais e a preocupação em se manter a estrutura literária do texto.
│O meu Funeral será feito a elleição│ do meu testamenteiro, com adecencia porfinal di‐│zendo‐se nodia do meu fallescemiento ou│enterramento o maior numero de Mis‐│sas de Corpo prezente que for possível. │ Meu Testamenteiro mandará dizer│por minha Alma cem missas, pela es‐│molla do costume. Dez Missas por Alma│intenção de todos os meus escravos vivos e│fallescedios. │Declaro que devo ameu filho… 1733
│O meu Funeral seja feito com a devida│decencia, convidando‐se para acompanhar o meu cor‐│po á sepultura trez Padres, entrando neste numero│o meu Reverendo Parocho, ou Cura do lugar do meu fale‐│cimento, cazo meu Testamenteiro possa comodamente│completar aquelle numero de Sacerdotes,que todos di‐│rão Missas de Corpo prezente de esmolla de dous mil│ e quatro centos reis para cada uma. │O meu testamenteiro repartirá no dia do meu Em‐│terro, dez mil réis com os pobres. │Mandará dizer cem Missas por minha │alma, pela esmolla do costume. Dez
Missas pelos│meus escravos vivos e falecidos. ││2v… 1753
│O meu Funeral seja feito com a devida│decencia, convidando‐se para acompanhar o meu cor‐│po á sepultura trez Padres, entrando neste numero│o meu Reverendo Parocho, ou Cura do lugar do meu fale‐│cimento, cazo meu Testamenteiro possa comodamente│completar aquelle numero de Sacerdotes, que todos di‐│rão Missas de Corpo prezente de esmolla de dous mil│ e quatro centos reis para cada uma. │O meu testamenteiro repartirá no dia do meu Em‐│terro, dez mil réis com os pobres. │Mandará dizer cem Missas por minha │alma, pela esmolla do costume. Dez Missas pelos│meus escravos vivos e falecidos…
1754
Antes de mais nada o que é preciso entender é que a forma constitutiva da linguagem dos textos chamados retóricos deve ser definida de acordo com as suas situações e funções, uma vez que a relação entre custo e benefício da linguagem retórica apenas poderá ser reconstruída e avaliada a partir do seu uso específico. Uma análise do discurso retórico, portanto, que não visa a descrição de um código, mas a compreensão e a avaliação crítica do uso da linguagem, deve partir de uma interpretação funcional estrutural de exemplos históricos, como no caso dos testamentos.